# Piranga à gorge rose
Piranga roseogularis
Espèce
Statut de conservation UICN

 LC  : Préoccupation mineure
Le Piranga à gorge rose (Piranga roseogularis), anciennement Tangara à gorge rose, est une espèce de passereaux de la famille des Cardinalidae (auparavant placée dans la famille des Thraupidae).

## Systématique
L'espèce Piranga roseogularis a été décrite en 1846 par l'ornithologue Samuel Cabot (en) (1815-1885) à la fois dans le Boston Journal of Natural History et Annals and Magazine of Natural History.
La description a été faite sur la base d'un seul spécimen mâle percuté sur la route menant de Chemax (es) à Yalahao le 5 avril 1842 et l'auteur n'a vu en tout et pour tout que deux oiseaux de cette espèce.

## Répartition
Cet oiseau est endémique du Mexique et se rencontre dans la péninsule du Yucatán et les îles limitrophes (Isla Mujeres et Cozumel).

## Liste des sous-espèces
Selon la classification de référence du Congrès ornithologique international (version 11.2, 2021) :
- sous-espèce Piranga roseogularis roseogularis Cabot, S, 1846
- sous-espèce Piranga roseogularis tincta Paynter, 1950
- sous-espèce Piranga roseogularis cozumelae Ridgway, 1901

## Description
L'holotype de Piranga roseogularis, un mâle, mesure 160 mm de longueur totale. 

## Publication originale
- Article paru dans la revue scientifique Boston Journal of Natural History :
  - (en) Samuel Cabot, Jr., « Description of Pyranga roseo-gularis, (Rose-Throated Tanager.) », Boston Journal of Natural History, Boston, Société d'histoire naturelle de Boston (d), vol. 5, no 3,‎ 1847, p. 416 (ISSN 0271-5716, OCLC 1536854, lire en ligne).
- Article paru dans la revue scientifique Annals and Magazine of Natural History :
  - (en) Dr. Cabot, « Pyranga roseo-gularis, a new species from Yucatan », Annals and Magazine of Natural History, Londres, Taylor & Francis, vol. 20, no 131,‎ août 1847, p. 143 (ISSN 0374-5481, OCLC 1481361, DOI 10.1080/037454809496501, lire en ligne).